# Треньки
Треньки — деревня в Красногородском районе Псковской области России. Входит в состав Пограничной волости.

## География
Расположена на западе средней части района, в 20 км к западу от районного центра, посёлка Красногородск.

## Население
| 2001 | 2002 | 2010 |
| ---- | ---- | ---- |
| 173  | ↘157 | ↘96  |

Численность население деревни по оценке на начало 2001 года составляла 173 жителя.